# Creed Bratton
William Charles Schneider (Los Ángeles, 8 de febrero de 1943), más conocido como Creed Bratton, es un actor y músico estadounidense, exmiembro del grupo The Grass Roots. Es conocido por haber sido parte del elenco de la serie de NBC The Office, en donde interpretó a Creed Bratton, una versión ficticia de sí mismo.

## Vida privada
Nacido William Charles Schneider en Los Ángeles, creció en Coarsegold, California, un pequeño pueblo cerca del Parque nacional de Yosemite. 
Sus abuelos, madre y padre eran músicos, y él comenzó su carrera musical a una edad muy temprana. A los 13 años, recibió su primera guitarra a partir de un catálogo de Sears electrónico. Se convirtió en un músico profesional durante su escuela secundaria y la universidad.

## Carrera actoral
Bratton comenzó su carrera como actor en 1969. Ha aparecido en películas como Mask y Heart Like a Wheel. 
En 2005 hasta el 2013 formó parte del reparto de la serie estadounidense The Office con actores destacados como Steve Carell y John Krasinski
En 2008, apareció en un cortometraje con Kyle Gass titulado "Just One Of The Gynos", que ganó un premio al mejor cortometraje en el Festival Internacional de Cine de Malibu 2008. Él apareció en Labor Pains, largometraje de 2009.
Su más reciente película fue The Ghastly Love of Johnny X, escrita, producida y dirigida por Paul Bunnell, I Am Ben, escrita, producida y dirigida por Mathew Brady y Gaelan Connell y Terri producido por David Guy Levy. Terri fue seleccionado por el Festival de Cine de Sundance de 2011. Fue parte de uno de los 16 filmes seleccionados a partir de 1.102 envíos en una categoría dramática.